# Hrîhorivka, Odesa
Hrîhorivka (în ucraineană Григорівка) este un sat în comuna Iujne din raionul Odesa, regiunea Odesa, Ucraina.